# Mungiki
Mungiki – nielegalna paramilitarna organizacja plemienia Kikuju w Kenii.
Jej nazwa w języku kikuju oznacza „jest nas wielu, jesteśmy razem”. Organizacja powstała w latach 80. XX wieku, powołuje się jednak na tradycje partyzantki Mau Mau. Dochody organizacji pochodzą głównie z haraczy ściąganych od przedsiębiorców oraz z działań ochroniarskich.
Aby zostać członkiem organizacji, należy mieć ukończone 18 lat, referencje od członków organizacji, oraz przejść półroczne, bardzo wyczerpujące przeszkolenie wojskowe w buszu.
Przez cały okres istnienia organizacja toczy walkę o wpływy z podobną milicją plemienną Luo, wskutek szczególnie krwawych starć w Nairobi w 2002 (przerwanych dopiero przez interwencję wojskową) została uznana przez rząd za przestępczą i zbrodniczą, i zdelegalizowana.
Przywódcą organizacji jest James Ngige Waweru.